# Глушица (приток Сухоны)
Глушица — река в России, протекает по Вологодской области, в Сокольском районе. Устье реки находится в 538 км по левому берегу реки Сухона. Длина реки составляет 52 км.
Глушица берёт начало в южной части болота Лебяжье к северу от деревни Бакулино (Нестеровское сельское поселение) в 28 км к северу от города Сокол. Генеральное направление течения — юг. Крупнейшие притоки — Кокошиловка, Голодейка, Вытега (все — левые).
На берегах Глушицы расположен ряд деревень Нестеровского сельского поселения (верхнее течение): Чепурово, Дмитриково, Середнее, Рыкуля (правый берег); Рылово, Кокошилово, Сосновец (левый берег) и Пригородного сельского поселения (нижнее течение): Спасское, Зубцово (правый берег); Выползово, Репное, Медведево (левый берег).
Впадает в Сухону в западных пригородах города Сокол. В устье — пристань на Сухоне.
От реки Глушицы получил своё имя православный святой Дионисий Глушицкий, основавший на реке в начале XV века несколько монастырей.

## Данные водного реестра
По данным государственного водного реестра России относится к Двинско-Печорскому бассейновому округу, водохозяйственный участок реки — Северная Двина от начала реки до впадения реки Вычегда, без рек Юг и Сухона (от истока до Кубенского гидроузла), речной подбассейн реки — Сухона. Речной бассейн реки — Северная Двина.
Код объекта в государственном водном реестре — 03020100312203000006308.